# Živnostensko-občanská záložna Slezské Předměstí
Živnostensko-občanská záložna Slezské Předměstí byl regionální peněžní ústav, který fungoval v letech 1929-1948.

## Historie
Podle pamětního protokolu ze 14. listopadu 1929 byla Živnostensko-občanská záložna založena na přání členů Živnostnicko-obchodnické strany na Slezském Předměstí u Hradce Králové. Ustavující schůze záložny se konala 23. listopadu 1929. Prvním předsedou představenstva byl zvolen Rudolf Nosek, kolář ze Slezského Předměstí. Členy záložny podle stanov z roku 1929 mohli být živnostníci, kteří měli své sídlo ve Slezském Předměstí a okolí, svéprávné osoby ze Slezského Předměstí a okolí a osoby právnické se sídlem ve Slezském Předměstí.
Vedení záložny bylo úzce spojeno s vedením obce, protože v čele obou stáli členové téže strany. V roce 1941 bylo vládním nařízením č. 268/41 zavedeno také německé označení záložny a to "Gewerbliche und Bürgerliche - Vorschusskasse in Schlesischer Vorstadt".
Podle § 12, odst. 2, dekretu prezidenta republiky z 19. května 1945 byla v záložně zavedena dočasná národní správa. Národním správcem byl ustanoven Josef Jošt. V roce 1948 se záložna podle zákona č. 181/48 ze 20. července 1948 změnila na ústav lidového peněžnictví a byla sloučena se vzniklou Okresní spořitelnou a záložnou Hradec Králové. Dále působila jako pobočka okresní záložny a spořitelny, od roku 1953 Státní spořitelny Hradec Králové.